# Clitennestra
Clitennestra o Clitemestra (in greco antico: Κλυταιμνήστρα?, Klytaimnḗstra), anche Clitemnestra, è un personaggio della mitologia greca. Fu regina di Micene e assassina di Agamennone, suo marito. Le vicende della sua vita sono narrate per la prima volta dai tragediografi greci Eschilo, Euripide e Sofocle.
A Clitennestra è dedicato il nome dell'asteroide della fascia principale 179 Klytaemnestra.

## Origine del nome
Il nome "Clitennestra" è attestato per la prima volta come Κλῦταιμνήστρα, Klŷtaimnḗstra, traslitterato successivamente in latino Clytaemnestra o Clytaemestra. L'origine del nome "Clitennestra" è incerta, dato che non rappresenta un nome di origine greca, ma probabilmente orientale.
Secondo un'ipotesi, potrebbe derivare dall'unione delle parole κλυτός, klytós («glorioso», «celebre») e μήστωρ, mḗstōr («consigliere», «ispiratore») e quindi significare "illustre consigliera" o anche "famosa cospiratrice".
Secondo una seconda ipotesi, può essere tradotto come "famosa per i suoi corteggiatori" o "dai molti amanti", traduzione sicuramente più vicina alle vicende del mito del personaggio. Tuttavia, questa interpretazione è stata successivamente classificata come del tutto errata, per via di una paretimologia svolta del nome come derivato dal verbo μνάoμαι, mnáomai («corteggiare»).
Una terza ipotesi è offerta dallo stesso Eschilo che, in alcuni giochi di parole ambigui sul nome di Clitennestra, sembra mostrare un legame etimologico tra il nome e il verbo μήδoμαι, mḗdomai («progettare», «escogitare»).

## Genealogia
Era figlia di Tindaro e di Leda, e sorella, fra gli altri, di Elena e dei gemelli Polluce e Castore. Sposò in prime nozze Tantalo, da cui ebbe un figlio, ed in seguito Agamennone, con cui ebbe quattro figli: Ifigenia, la primogenita, Oreste, Elettra e Crisotemi. Secondo alcune fonti, da Agamennone ebbe anche altre due figlie, Ifianassa e Laodice, considerate in altre versioni del mito dei semplici nomi alternativi di Ifigenia ed Elettra.
Da Egisto ebbe il figlio Alete e le figlie Erigone ed Elena.

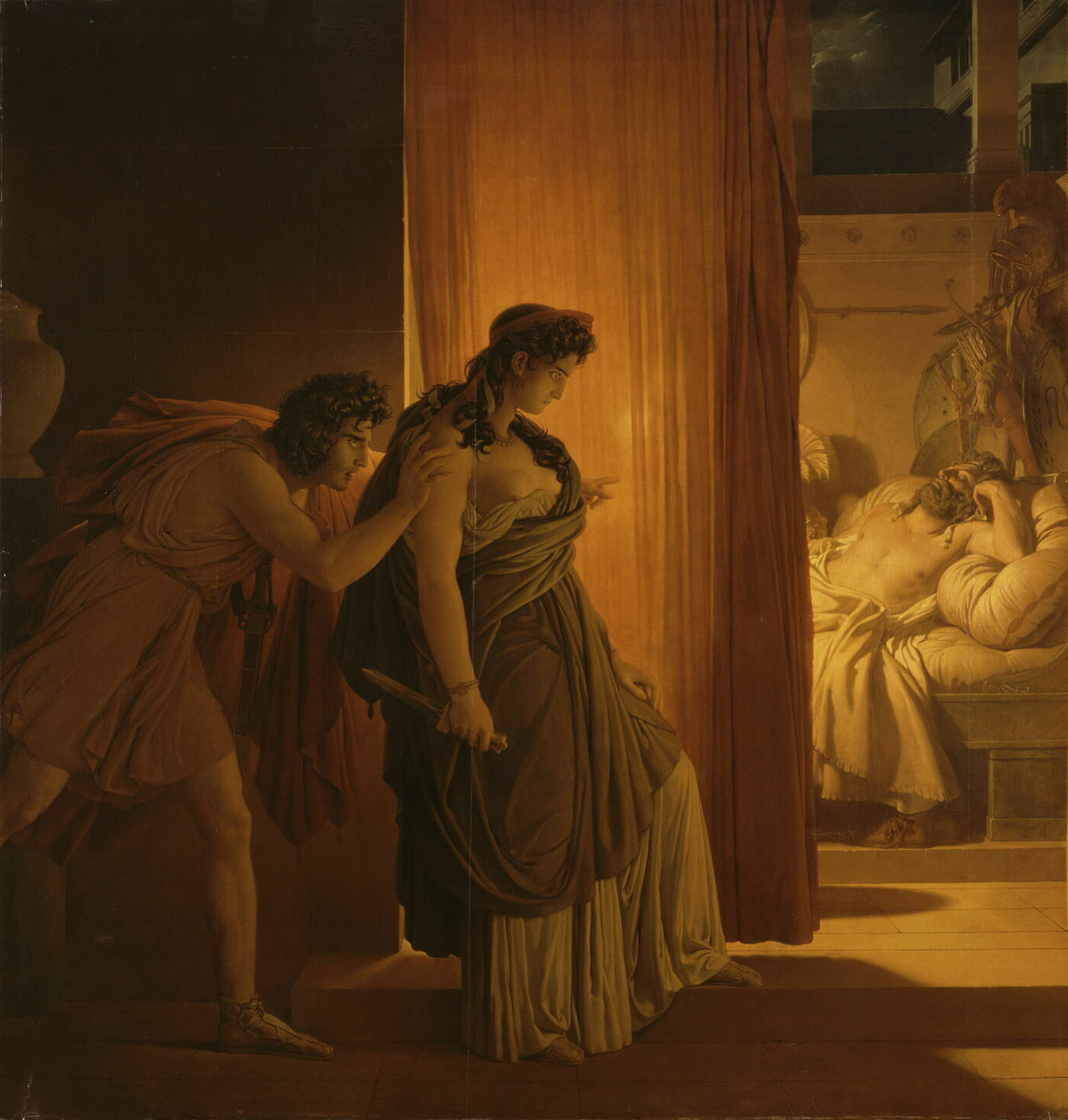
Clitennestra ed Egisto in procinto di uccidere Agamennone di Pierre-Narcisse Guérin (Louvre).

## Mitologia
Come per le sue sorelle, anche per Clitennestra (per un errore del padre e per volontà di Afrodite) era stato preparato un destino infelice che prevedeva di divenire adultere, di doversi sposare più volte e di dover soffrire per le gesta dei mariti.
Clitennestra sposò in prime nozze Tantalo (figlio di Tieste o di Brotea) cui diede un figlio. Tantalo fu ucciso da Agamennone, che uccise anche il figlio in fasce avuto da Clitennestra, per poi obbligare la stessa Clitennestra a sposarlo. Ebbero un figlio e almeno tre figlie.

### L'inganno da parte di Agamennone
Al momento della partenza delle navi achee per la guerra di Troia, viene imposto ad Agamennone il sacrificio della figlia Ifigenia come condizione per placare l'ira di Artemide, che non permetteva alla flotta spartana di salpare.
Così Agamennone manda da Clitennestra Odisseo e Taltibio per dirle di mandare la figlia in Aulide dove sarebbe stata data in sposa ad Achille. Quando la figlia si avvicina all'altare (dove invece doveva essere compiuto il sacrificio), viene salvata da Artemide che ha pietà di lei e che lascia uccidere una cerva al suo posto e fa credere a tutti i reali di aver sacrificato Ifigenia. 
Artemide rapisce poi Ifigenia avvolgendola nel suo velo e Clitennestra non verrà mai a sapere che la figlia è stata salvata.

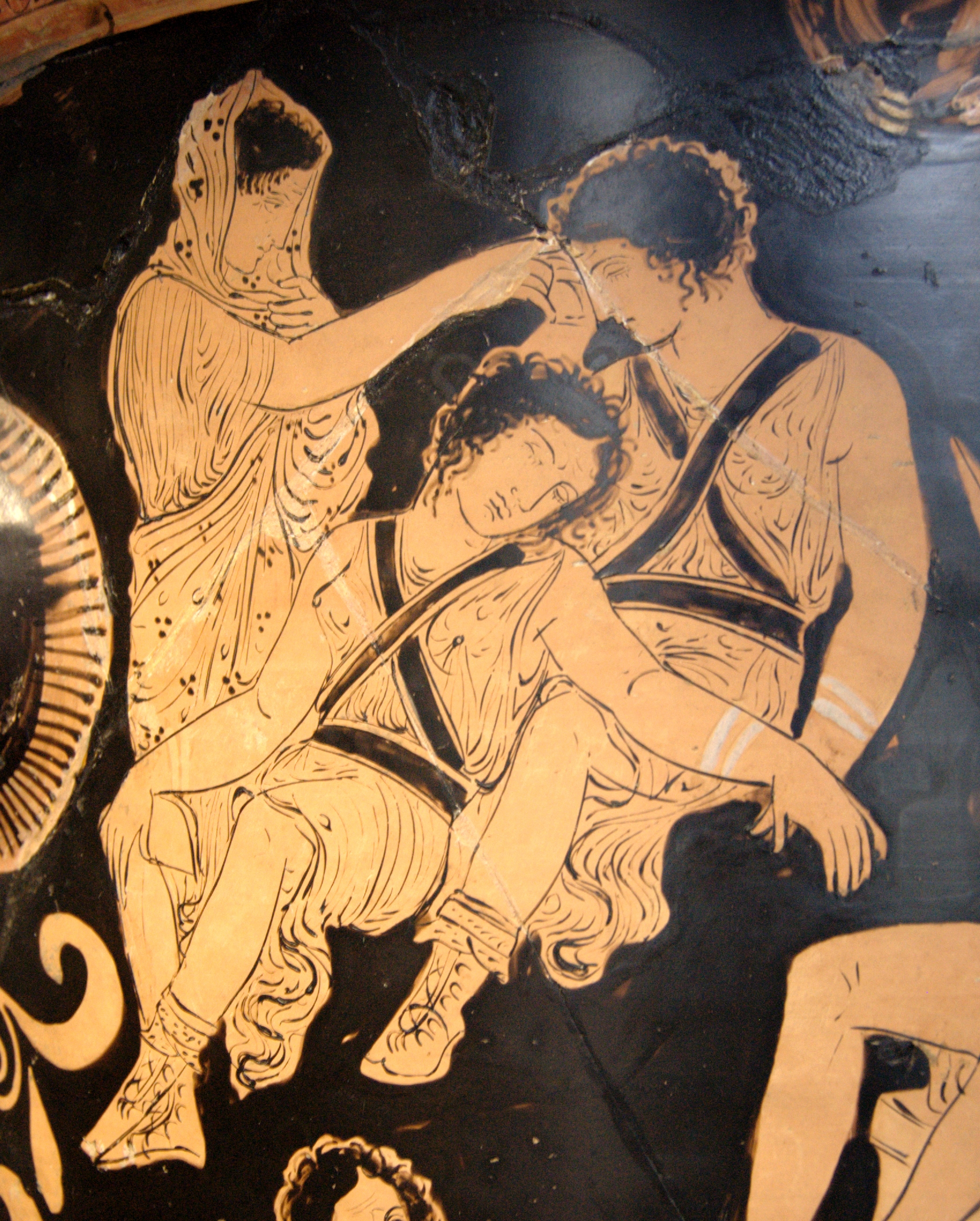
Clitennestra che sveglia le Erinni dal sonno, cratere con figure rosse su sfondo nero, conservato al Museo del Louvre (380–370 a.C. circa)

Secondo la versione di Sofocle invece, il sacrificio è avvenuto, e questo diventa una giustificazione del crimine commesso da Clitennestra contro Agamennone quando questi ritorna vittorioso dalla guerra di Troia.

### Egisto e la vendetta
Il sacrificio così non si consuma, ma quell'inganno produce in Clitennestra un rancore inestinguibile; nonostante Agamennone l'abbia messa sotto sorveglianza di un Aedo, ella si lascia portare su un'isola da Egisto (cugino di Agamennone). Clitennestra aveva creduto inoltre a ciò che Nauplio stava dicendo alle donne greche (che i loro mariti stavano prendendo concubine durante la guerra di Troia) e si lascia sedurre da Egisto, da cui ha un figlio e due figlie.

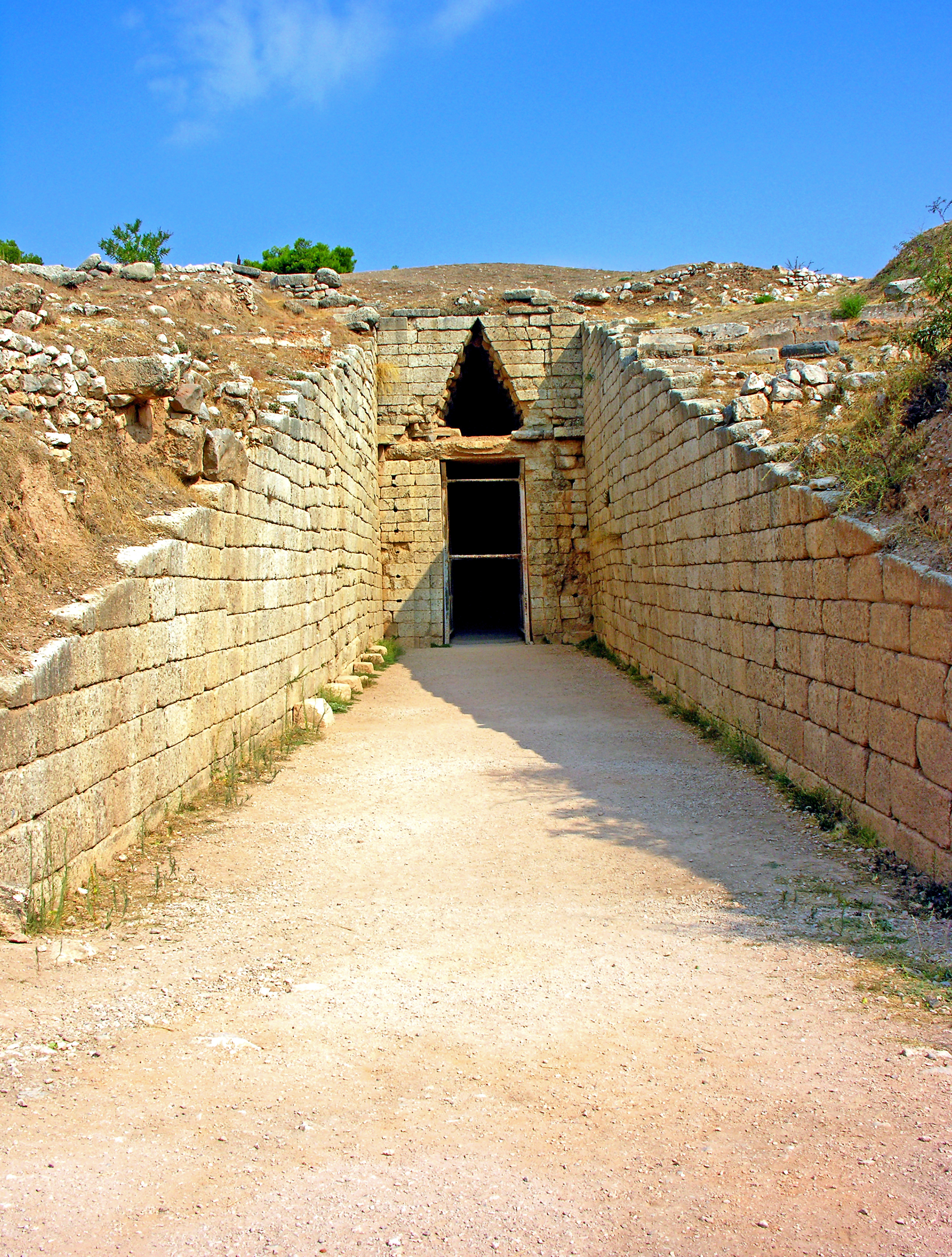
Tomba di Clitennestra a Micene

Così, quando Agamennone ritorna a Micene dopo la distruzione di Troia, conducendo con sé la schiava Cassandra, a palazzo lo attende la congiura ordita da Egisto e Clitennestra che porta all'uccisione dell'Atride e della sua schiava.

### La tomba di Clitennestra
Clitennestra viene uccisa dal figlio (suo e di Agamennone) Oreste, che uccide anche la piccola Elena (avuta da Egisto).
Secondo Pausania la tomba di Clitennestra si trovava in un luogo fuori dal recinto delle mura di Micene ed all'inizio del XIX secolo, una tomba a tholos (falsa cupola) risalente al XIII secolo a.C. fu scoperta al di fuori delle mura di Micene e fu chiamata "tomba di Clitennestra".

## Clitennestra nei secoli: fortuna letteraria e nell'arte
Clitennestra è un personaggio di grande rilievo e di forte temperamento, in quanto incarna la dignità e la forza femminile e il sentimento materno di fronte alla minaccia che incombe sulla prole. Addirittura la grande scrittrice e classicista Madeline Miller ha scritto che "dopo Medea, la regina Clitennestra è probabilmente la donna più famosa nella mitologia greca".

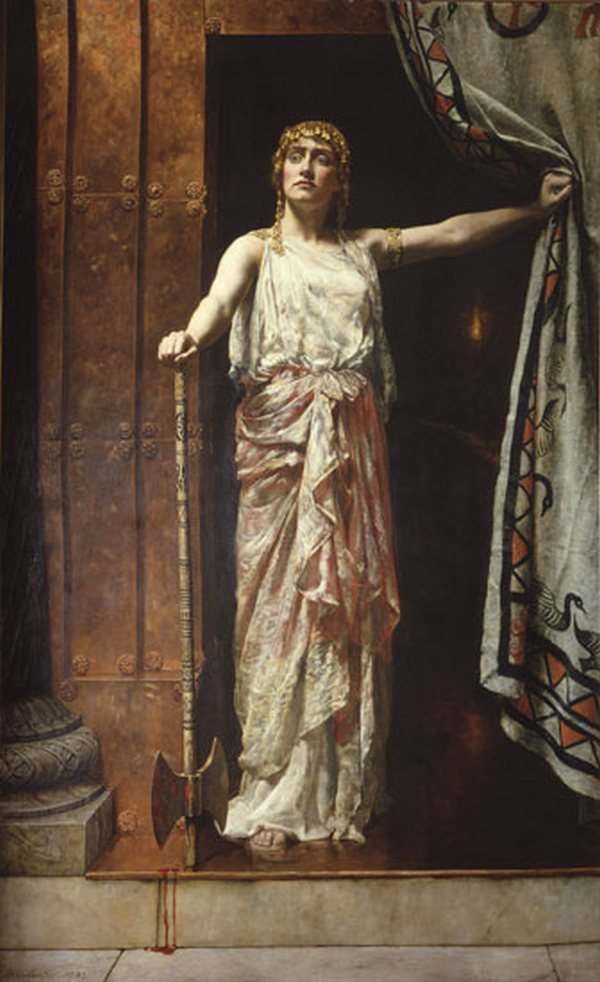
Clitennestra dopo l'omicidio di Agamennone, John Collier (1882)

### Antichità
Grazie alle opere dei poeti tragici, colpiti dal suo destino e dalla sua gelosia, Clitennestra ricopre un ruolo di fondamentale rilievo nella mitologia greca, pur avendo episodi limitati nei grandi miti. Essi si servirono di pochi stralci sparsi nell'Odissea per comporre struggenti drammi che vedono protagonista Clitennestra. Tra gli autori greci che dedicarono a lei la propria opera figurano ci sono Eschilo, Sofocle ed Euripide. Fra gli autori latini vanno ricordati Lucio Anneo Seneca, Livio Andronico e Lucio Accio.

### Dal Medioevo al '700
In epoche successive la vicenda di Clitennestra viene narrata, per esempio, dal fiorentino Giovanni Boccaccio nelle opere De casibus virorum illustrium e De mulieribus claris, nonché nel dramma cinquecentesco Die mörderische Königin Klytämnestra («Clitennestra regina assassina») del poeta tedesco Hans Sachs.
Clitennestra appare in numerosi drammi della poesia barocca e neoclassica.

### Dal Novecento ad oggi
Inoltre Martha Graham, considerata una delle pioniere della danza moderna nel Novecento, usò la storia e i temi del mito di Clitennestra per creare un balletto dall'omonimo titolo.
Nel 1931 l'americano Eugene O'Neill rielaborò l'Orestea eschilea, in cui sono narrate le vicende di Clitennestra e la sua famiglia, in una trilogia di tragedie Il lutto si addice ad Elettra, di cui nel 1947 venne realizzato anche un adattamento cinematografico.
Nel 1936 la grande scrittrice francese premio Nobel Marguerite Yourcenar, nella sua raccolta Fuochi, delle prose contenenti discorsi immaginari pronunciati dai personaggi della mitologia greca: a Clitennestra è dedicato un intero capitolo, intitolato Clitennestra o del crimine.
Alle vicende di Clitennestra e più in generale del mito greco sono state ampiamente trattate dal grande regista greco Michael Cacoyannis.
Nel dramma del 2007 Molora, Clitennestra appare più simile al ritratto espresso in Eschilo e soprattutto in Sofocle, come una madre estremamente violenta. Molora rappresenta la riscrittura in chiave moderna scritta da Yaël Farber dell'Orestea ambientata nel Sudafrica post-apartheid.
Il romanzo del 2017 House of Names dell'irlandese Colm Tóibín è una rivisitazione in chiave moderna dell'Orestea, in cui la narratrice è proprio Clitennestra. Clitennestra è una delle tante narratrici in A Thousand Ships (2019) di Natalie Haynes, che racconta la guerra di Troia dal punto di vista delle donne coinvolte. Clitennestra è la protagonista dell'omonimo romanzo del 2023 di Costanza Casati.

#### Filmografia
- Il lutto si addice ad Elettra, regia di Dudley Nichols (1947)
- Elettra, regia di Michael Cacoyannis (1962)
- La vendetta di Egisto e Clitemnestra, regia di Renzo Giovampietro (1965)[32]
- Ifigenia, regia di Michael Cacoyannis (1977)[33]

### Tragedie
- Agamennone di Vittorio Alfieri.
- Clitennestra di Ildebrando Pizzetti.
- Elettra di Euripide.
- Elettra di Sofocle.
- Elettra di Richard Strauss.
- Ifigenia di Jean Racine.
- Ifigenia in Aulide di Euripide.
- Ifigenia in Aulide di Mircea Eliade.
- Oreste di Vittorio Alfieri.
- Oreste di Euripide.
- Orestea di Eschilo.
- Il lutto si addice a Elettra di Eugene O'Neill